# Studentendorf (Darmstadt)
Das Studentendorf ist ein Studentenwohnheim in Darmstadt.

## Architektur und Geschichte
Das Studentendorf wurde im Jahr 1959 nach Plänen des Architekten Jan Hubert Pinand gebaut.
Es ist eines der letzten Werke des Darmstädter Planers Pinand, der vor allem zwischen den beiden Weltkriegen zahlreiche expressionistisch geprägte Bauwerke in Darmstadt plante.
Das Studentendorf in Darmstadt repräsentiert zeittypische Baukunst.
Die zweigeschossigen Wohnblocks besitzen eine Fassade aus Klinkern und ziegelgedeckte Walmdächer.
Zu den interessantesten Details gehören die überdachten Wandelgänge mit extrem dünnen Betondächern.
Bemerkenswert ist auch das Keramik-Mosaik am Eingang des Studentendorfs von Bruno Müller-Linow und Sauer.

## Denkmalschutz
Das Studentendorf wurde als typisches Beispiel für die Architektur der 1950er Jahre in Darmstadt unter Denkmalschutz gestellt.